# Żabka (architektura)

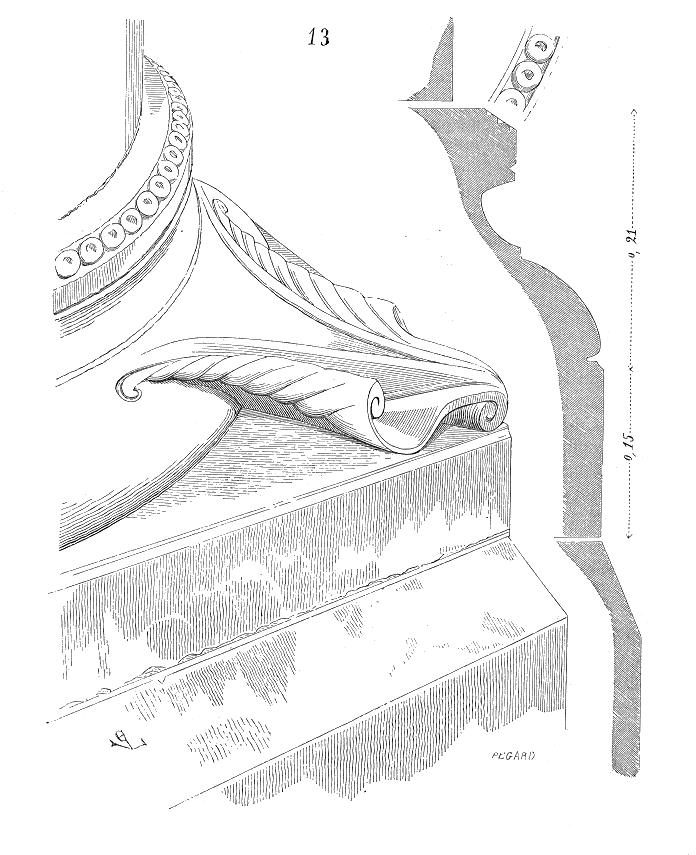
Żabka przy bazie kolumny

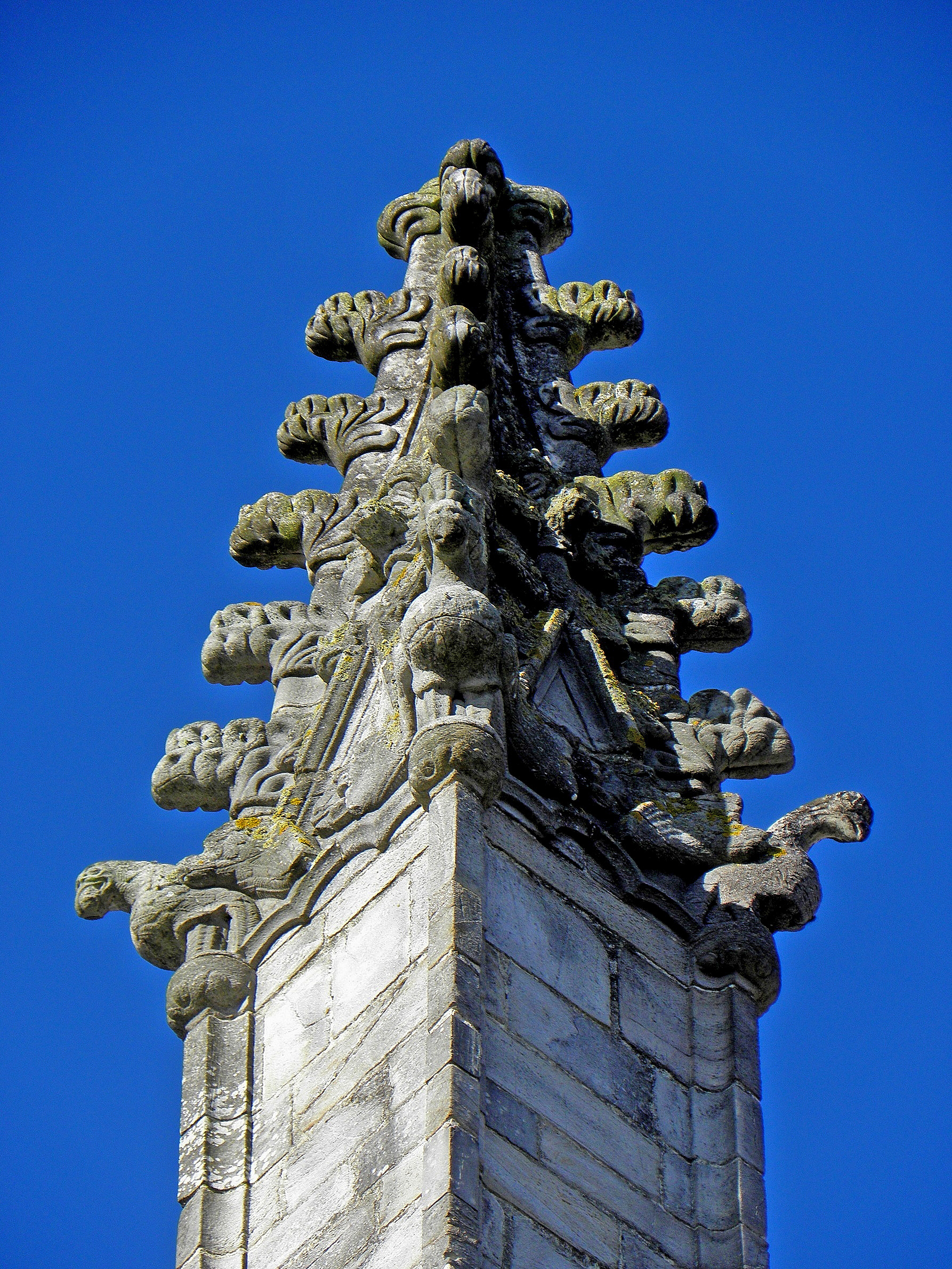
Żabki na sterczynie

Żabka (także czołganka) – kamienna narożna ozdoba jednej z odmian bazy kolumny romańskiej, występująca w formie geometrycznej, roślinnej lub figuralnej. Od połowy XI w. pojawia się pojedynczo na plintach romańskich kolumn w kształcie zwiniętego listka. Początkowo naturalistyczna, z czasem w postaci zgeometryzowanej.  
W architekturze i rzeźbie gotyckiej detal ozdobny w kształcie pączków lub zwiniętych listków odchylających się na zewnątrz. Umieszczano je w równych odstępach na krawędziach skośnych (np. krawędziach dachów, wieżyczek, wimperg itp.) w celu ich wizualnego urozmaicenia. Stosowany też do przyozdobienia: obramowań otworów, gzymsów, baz i głowic kolumn, sterczyn, w archiwoltach portali itp..
Żabki występują również w snycerstwie, malarstwie, grafice czy w wyrobach rzemiosła artystycznego.